# Mount Scherger
Mount Scherger är ett berg i Antarktis. Det ligger i Östantarktis. Australien gör anspråk på området. Toppen på Mount Scherger är 1 522 meter över havet.
Terrängen runt Mount Scherger är lite kuperad, och sluttar brant österut. Trakten är obefolkad. Det finns inga samhällen i närheten.